# Adrienne Shelly
Adrienne Shelly (Queens, 24 de juny de 1966 − Manhattan, 1 de novembre de 2006) va ser una actriu i directora estatunidenca.

## Biografia
L'actriu, escriptora i directora de cinema Adrienne Shelly havia nascut en el barri novaiorquès de Queens amb el nom d'Adrienne Levine. Estava casada amb Andy Ostroy, amb qui tenia una filla, Sophie, de 3 anys.
Va debutar com a actriu de la mà del director Hal Hartley en el film 'La increïble veritat' ('The Unbelievable Truth', 1989), en el qual va interpretar a una malenconiosa adolescent, i un any després va aparèixer com protagonista en 'Confia en mi' ('Trust', 1990), amb el mateix director. 'The Girl From Monday' va guanyar el premi Noves Visions en el Festival de Sitges de 2005. L'últim que va fer és 'Fay Grim' (2006), seqüela de Henry 'Fool' que es va poder veure en el Festival de Toronto.
Recentment havia aparegut en el film 'Factotum' (2005), juntament amb Matt Dillon. També va escriure el guió i es va ocupar de l'adreça de mitja dotzena de films, entre ells 'I'll Take You There' (1999) i Waitress (2006), amb Keri Russell i Nathan Fillion.

### Assassinat
Shelly va ser trobada morta penjada amb un llençol sobre la banyera. La família no donava crèdit que la dona, que ni tan sols havia deixat una nota, s'haguera llevat la vida. Com si es tractara d'un cas de C. S. I., la insistència de la família i la troballa d'unes petjades en la cambra de bany, que no corresponien a les sabates que usava la víctima, a més d'altres detalls com el que el llençol no estiguera tibant, va dur a la policia a sospitar que es tractava d'un muntatge realitzat per l'assassí.
L'equatorià Diego Pillco, obrer de la construcció de 19 anys, va confessar l'assassinat d'Adrienne Shelly en una declaració per escrit i en cinta de vídeo, va dir el fiscal adjunt Marit Delozier en l'audiència de compareixença de Pillco en la Cort Suprema estatal. Es va ordenar la detenció de Pillco sense dret a pagament de fiança fins a una audiència. Pel que sembla, l'acusat discutia amb Shelly després que aquesta es queixara dels sorolls que provenien d'un apartament situat sota seu. Durant la discussió, el jove va colpejar a la dona deixant-la inconscient i va tractar d'aparentar que es tractava d'un suïcidi. La fiscal va explicar que proves forenses indicaven que Shelly no va morir a conseqüència del colp rebut sinó a causa d'una compressió del coll.